# Squillalbunea
Squillalbunea is een geslacht van kreeftachtigen uit de klasse van de Malacostraca (hogere kreeftachtigen).

## Soort
- Squillalbunea scutelloides (Garstang, 1897)